# Blinkworthia convolvuloides
Blinkworthia es un género monotípico de plantas con flores perteneciente a la familia de las convolvuláceas. Su única especie: Blinkworthia convolvuloides, es originaria de China y Myanmar. 

## Descripción
Son plantas trepadoras, leñosas. Los tallos alcanzan un tamaño de 12 m de largo. Las ramas son flexuosas, delgadas, strigosas o con vellosidades. Pecíolo de 3-4 mm; Limbo elíptico a oblongo, de 3-5 X 1-1,8 cm, hojas coriáceas, abaxialmente strigosas, adaxialmente glabras, base redondeada, ápice obtuso y mucronulado. Pedicelo curvado, 8-10 mm, glabro. Corola de color  blanco, verde pálido o amarillo, 1,7-2 cm. El fruto es una baya ovoide, de 8-10 mm de diámetro. Semillas 1-4, ovoides, glabras.

## Distribución y hábitat
Se encuentra en matorrales, bosques de sabana; a una altitud de 400-600 (-2500) metros en Guangxi, Yunnan de China y en Myanmar.

## Propiedades
Las raíces y las hojas se utilizan localmente para el tratamiento de dolores de estómago.

## Taxonomía
Blinkworthia convolvuloides fue descrita por David Prain y publicado en Journal of the Asiatic Society of Bengal 63(2): 91. 1894.
Sinonimia
- Blinkworthia discostigma Hand.-Mazz.[3]